# Lise Enjalbert
Lise Enjalbert, née le 1er juillet 1916 à Tiaret (Algérie française) et morte le 22 mars 2015 à Toulouse (Haute-Garonne), est une professeure de virologie, historienne, peintre française et première femme nommée mainteneur de l'Académie des Jeux floraux.

## Biographie
En 1941, Lise Enjalbert commence sa carrière médicale en sortant première du concours de l'internat de Toulouse, puis devient chef de clinique des maladies infectieuses et se spécialise en bactériologie. 
En 1949, elle installe et dirige le premier laboratoire de bactériologie et d'hygiène de Toulouse et devient l'assistante du Pr Georges Andrieu (1899-1970), premier clinicien à diriger un service consacré aux maladies infectieuses à Toulouse. Durant six mois de cette même année, puis en 1962, Lise Enjalbert se rend aux États-Unis pour se perfectionner auprès du Pr John Fréderic Enders (1897-1985) dans son laboratoire à Boston. Entre ces deux séjours, Enders reçoit le Prix Nobel de médecine en 1954 avec Frederick Robbins (1916-2003) et Thomas Weller (1915-2008). Ses séjours, lui permette d'améliorer les techniques pour photographier, au microscope électronique, les virus et à les cultiver sur les milieux vivants et sur œuf embryonnaire mis en culture cellulaire.
En 1964, elle est élue à l'unanimité en tant que membre de l'Académie des sciences, inscriptions et belles-lettres de Toulouse et commence une riche carrière académique. Elle publie plusieurs communications importantes dans sa spécialité, dont : « Les voyages des virus pathogènes dans le monde des hommes », « Quelques réflexions : de la pourriture d'hôpital à l'infection nosocomiale », « Voyage historique en microscopie électronique », « Les rétrovirus avant et après le Sida » et « La contagion avant et depuis Pasteur ».
Lise Enjalbert devient titulaire de la chaire de bactériologie et virologie, biologiste des hôpitaux, chef de service en juillet 1965 et professe à la faculté de médecine de Toulouse. Après avoir introduit l'enseignement de la virologie, qui sera couplé à celui de parasitologie, dans les hôpitaux de Toulouse, elle participe à la mise en place de laboratoires de microbiologie, tout en développant l'hygiène hospitalière et la création du comité de lutte contre les infections nosocomiales,.
Lors de l'âge de sa retraite professionnelle en 1985, Lise Enjalbert s'intéresse à l'histoire des hôpitaux de Toulouse, et contribue à la restauration de l'Hôtel-Dieu Saint-Jacques, par l'intermédiaire de l'« Association des amis de l'Hôtel-Dieu et de La Grave », dont elle est cofondatrice en 1985, avec le concours du directeur général du CHU, Yvon Lemarié (?-2006), l'aide et le soutien des Prs Guy Lazorthes (1910-2014), Henry Cadenat (1923-2008) et l'ensemble du corps médical. Lise Enjalbert anime un cycle annuel de conférence centrées sur l'histoire de ces hôpitaux et un prix de thèse sur un sujet concernant cette histoire.
De 1988 à 1990, Lise Enjalbert est la première femme présidente de l'Académie des sciences, inscriptions et belles-lettres de Toulouse et également la première femme à être nommée mainteneur des Jeux floraux en 2005. Elle se partage, avec autant de compétence et de sérieux entre les deux Académies.
En 1991, ses confrères lui confient la charge de la bibliothèque où elle joue un rôle essentiel pour obtenir de la mairie la construction de locaux adéquats afin d'installer 40 000 volumes dans l'Hôtel d'Assézat, siège des Académies de la ville.
Lise Enjalbert décède le 22 mars 2015 à l'âge de 98 ans.

## Publications
(Liste de publications non-exhaustive).
Ouvrages
- [1959] Titres et travaux scientifiques, Toulouse, Imp. Soubiron, 1959, 72 p., 26 cm (SUDOC 229310567).
- [1989] Hôtel-Dieu Saint-Jacques de Toulouse, Toulouse, Association des Amis de l'Hôtel-Dieu Saint-Jacques et de l'hôpital Saint-Joseph de la Grave, 1989, 71 p., 21 cm (OCLC 490645153, SUDOC 048179434, présentation en ligne).
- [1994] Hôpital Saint-Joseph de la Grave, Toulouse, Toulouse, Association des Amis de l'hôtel-Dieu Saint-Jacques et de l'hôpital Saint-Joseph de la Grave, 1994, 70 p., 21 cm (OCLC 490030147, SUDOC 005651921, présentation en ligne).

En tant que directrice
- [1987] Simple vocabulaire d'hygiène hospitalière (ill. Francine Vanderveiken), Toulouse, Privat (réimpr. 1990) (1re éd. 1987), 255 p., 24 cm (ISBN 2-7089-9903-6, OCLC 22868887, BNF 34966054, SUDOC 001314580, présentation en ligne).

Articles
- [1960] L. Enjalbert, Jacqueline Didier, Marie-Blanche Lareng et Lydia Lapchine (Manuscrit reçu le 12 mai 1960), « Les adénovirus : Étude de 17 souches isolées à Toulouse », Annales de l'Institut Pasteur : journal de microbiologie, Paris, G. Masson,‎ 1er octobre 1960, 23 cm, p. 608-617 (ISSN 2437-3524, BNF 34348753, lire en ligne sur Gallica).
- [1989] « Un château dans Toulouse, Les Verrières », dans Mémoires de l'Académie des sciences, inscriptions et belles-lettres de Toulouse, vol. 151, t. 10, Toulouse, Imp. Douladoure-Privat, 1989, 338 p., 24 cm (ISSN 0369-1896, BNF 32813155, présentation en ligne, lire en ligne sur Gallica), p. 83-94.
- [2006] « Le Château d'eau Laganne à Toulouse, moulin de rivière », Le Monde des Moulins, Montauban (Tarn et Garonne), Fédération des Moulins de France, no 16,‎ avril 2006 (ISSN 1762-1313, présentation en ligne, lire en ligne).

## Distinction
- Chevalière de la Légion d'honneur[3].

## Hommages
Entre 2019 et 2022, durant les travaux de la réalisation de la ligne C du métro toulousain, un tunnelier est nommé Lise Enjalbert. Le nom de la station téléphérique est nommé en référence au quartier et à la virologue : Oncopole - Lise Enjalbert.